# Luca Shytaj
Iart Luca Shytaj (* 3. Februar 1986 in Tirana) ist ein albanisch-italienischer Schachspieler.
Die Familie von Luca Shytaj zog nach Italien, als er sechs Jahre alt war. Er ist promovierter Molekularbiologe.
Die albanische Einzelmeisterschaft konnte er 2003 gewinnen. Er spielte für Albanien bei den Schacholympiaden 2004 und 2006 und für Italien bei der Schacholympiade 2008. Außerdem nahm er für Italien an der europäischen Mannschaftsmeisterschaft 2009 in Novi Sad teil.
In Deutschland spielte er für die SG Speyer-Schwegenheim, in der Schweiz für den SC Lyss-Seeland und in der britischen Four Nations Chess League für Cheddleton.
Im September 2015 heiratete er die deutsche Schachspielerin Elisabeth Pähtz. Das Paar trennte sich 2018.
| Hier fehlt eine Grafik, die leider im Moment aus technischen Gründen nicht angezeigt werden kann. Wir arbeiten daran! |